# 朱力歐·貝羅堤
朱力歐·貝羅堤（Giulio Berruti；1984年9月27日—），是一位義大利男演員和製片人又兼模特兒，曾因出演電影《平民天后》、《蒙地卡羅》及《舞力假期》而知名。

## 簡介
貝羅堤出生於義大利羅馬，他自從出道以來，除了在義大利的電視影集當中主演過多部評價不錯的作品。2010年他有一個時裝模特的職業生涯，參加多款時尚運動在學校，2011年，他在影片《蒙地卡羅》出演，並在2014年音樂喜劇《舞力假期》裡扮演主角，在電影當中都是扮演俊帥迷人的角色。

## 電影
| 年分 | 名稱                                     | 角色                       | 備註 |
| ---- | ---------------------------------------- | -------------------------- | ---- |
| 2003 | 《平民天后》（The Lizzie McGuire Movie） | Italian Guy                |      |
| 2011 | 《蒙地卡羅》（Monte Carlo）              | Prince Domenico da Silvano |      |
| 2014 | 《舞力假期》（Walking on Sunshine）      | Raf                        |      |

## 外部連結
- 朱力歐·貝羅堤在互联网电影资料库（IMDb）上的資料（英文）
- 朱力歐·貝羅堤的X（前Twitter）
- 朱力歐·貝羅堤的Instagram帳戶
- Official website （页面存档备份，存于）